# William Barclay (allenatore)
William Edward Barclay (Dublino, 14 giugno 1857 – Liverpool, 30 gennaio 1917) è stato un allenatore di calcio irlandese.

## Biografia
William Edward Barclay nacque il 14 giugno 1857 a Dublino, in Irlanda. È ad oggi conosciuto per essere stato uno dei padri fondatori del Liverpool. Muore il 30 gennaio 1917 suicidandosi nel proprio appartamento di Liverpool.

## Carriera
Nel 1888 divenne ufficialmente la prima persona ad assumere la guida tecnica dell'Everton. Il suo periodo da tecnico dei Toffees, però, durò poco; infatti, già l'anno successivo, decise di lasciare il club. Tre anni dopo venne assunto come nuovo tecnico del neonato Liverpool assieme al connazionale John McKenna. Alla guida dei Reds vinse il campionato di First Division 1893-1894, salvo poi retrocedere nuovamente in Second Division a causa di una sconfitta ai play-out contro il Bury. Barclay lasciò il club nell'estate del 1896 assieme a McKenna.